# Галагаз-раджа
Галага́з-раджа́ (Radjah radjah) — вид гусеподібних птахів родини качкових (Anatidae). Мешкає в Австралазії. Це єдиний представник монотипового роду Галагаз-раджа (Radjah).

## Опис

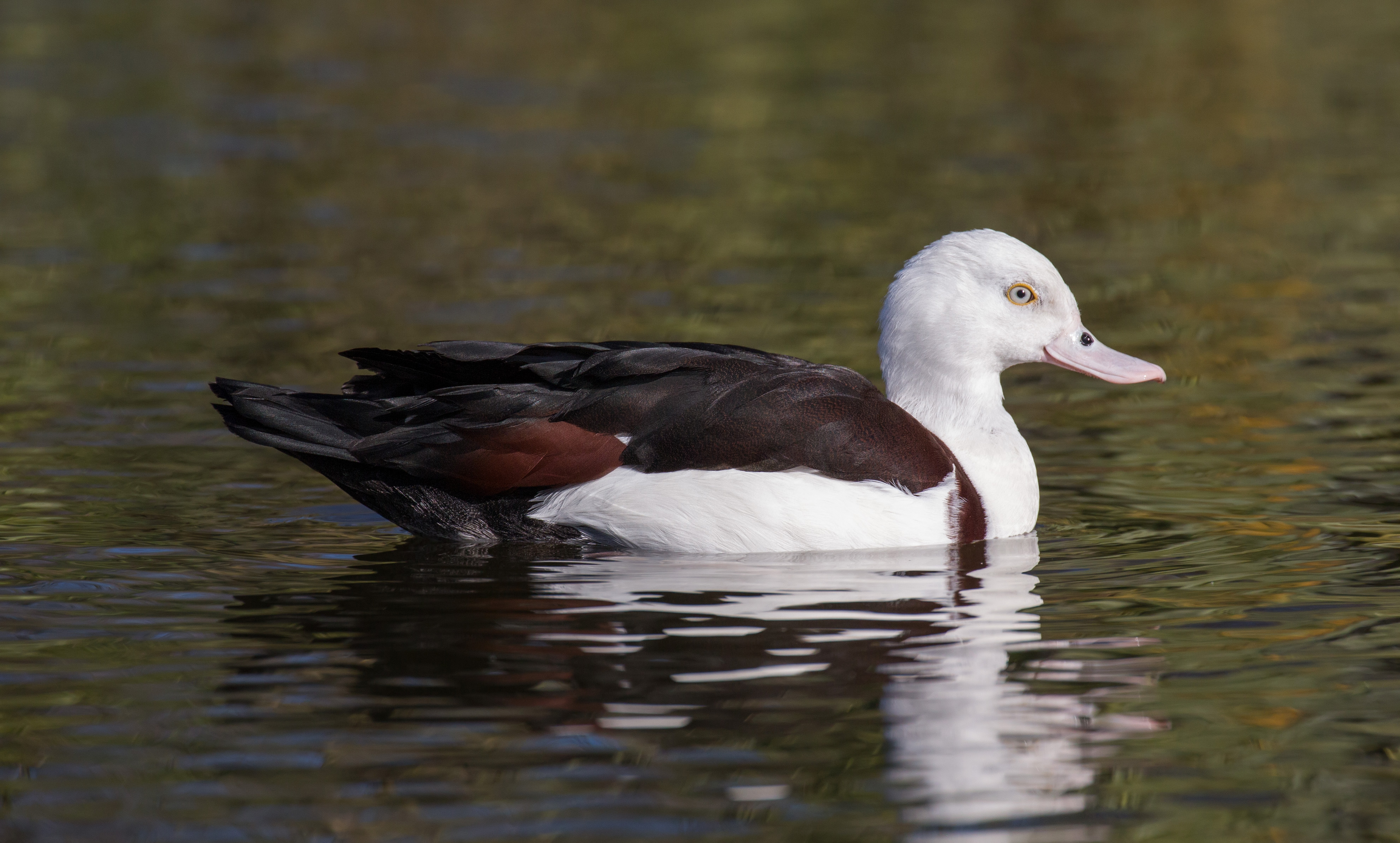
Галагаз-раджа

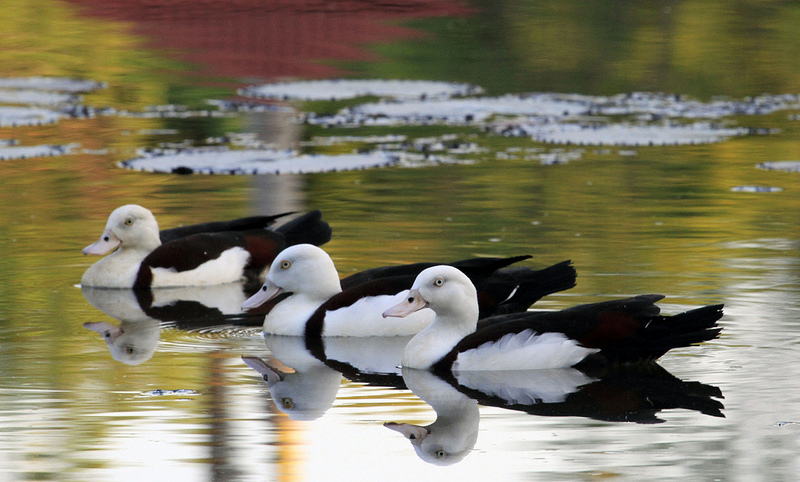
Галагази-раджі (Палмерстон (Північна Територія), Північна Територія, Австралія)

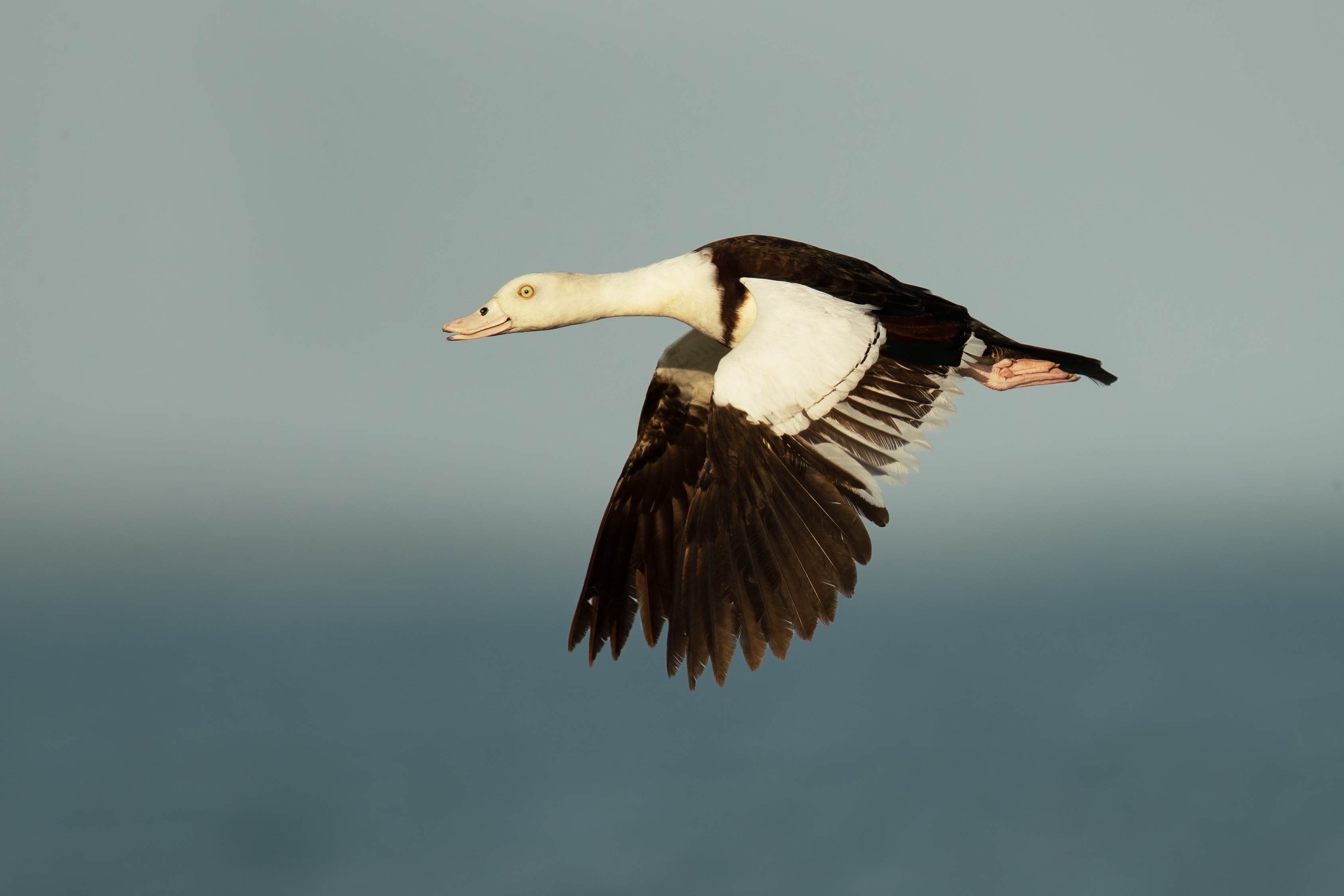
Галагаз-раджа в польоті (Лі-Пойнт, Дарвін, Північна Територія, Австралія)

Довжина птаха становить 48,5-61 см, розмах крил 90-99 см, самці важать в середньому 930 г, самиці 840 г. Голова, шия і груди білі, на грудях є вузька поперечна коричнева смуга. Боки і живіт також білі. Верхня частина тіла, крила і хвіст чорні. На крилах є великі білі плями, помітні в польоті і зелені, блискучі "дзеркальця", окаймлені широкою білою і вузькою чорною смугами. Очі лимонно-жовті, дзьоб світло-рожевуватий, лапи дещо більш темні. Самиці є дещо меншими за самців, а смуга на грудях у них більш вузька. У представників підвиду R. r. rufitergum верхня частина тіла місцями поцяткована рудувато-коричневими плямами.
У пташенят верхня частина голови каштанова, окаймлена широкими чорнувато-коричневими смугами, які йдуть від дзьоба до задньої частини шиї. Спина темно-коричнева, нижня частина тіла і плями на боках білі. Дзьоб і лапи у них рожевуваті, як у дорослих птахів. Забарвлення молодих птахів подібне до забарвлення дорослих птахів, однак дещо більш тьмяне, на голові у них є кілька сірих і коричневих пер. Боки і гузка у них мають нечітке сірувато-коричневе забарвлення, райдужки карі.

## Підвиди
Виділяють два підвиди:
- R. r. radjah (Garnot & Lesson, RP, 1828) — Молуккські острови, Нова Гвінея;
- R. r. rufitergum (Hartert, EJO, 1905) — північ і схід Австралії (від північного сходу Західної Австралії до південного сходу Квінсленду).

## Поширення і екологія
Галагази-раджі мешкають в Індонезії, Папуа Новій Гвінеї і Австралії. Вони живуть на берегах прісноводних і солоних озер, лагун і заток, на порослих мелалеукою болотах, в мангрових заростях та на морських узбережжях. Уникають відкритих акваторій. Галагази-раджі зустрічаються парами або невеликими групами по 6-8 птахів, під час сухого сезону вони мігрують до більших водойм, де можуть утворювати зграї до 20-60 птахів, іноді до 200 птахів. Вони живляться осокою, водоростями і дрібними безхребетними: комахами, ракоподібними і молюсками. Шукають їжу на мулистому мілководді і на прибережних луках. Птахи шукають їжу переважно рано вранці і пізно ввечері. Вони літають низько над поверхнею води, плавають дуже рідко, відпочивають, сидячи на гілці дерева. 
Початок сезону розмноження у гагагазів-раджів припадає на початок сезону дощів. На Північній Території гніздування триває з лютого по травень, в Квінсленді з листопада по січень. В цей період вони демонструють територіальну поведінку, кожна пара займає гніздову територію, яку захищає від порушників. Галагази-раджі гніздяться в дуплах дерев. В кладці від 6 до 12 птахів. Інкубаційний період триває 30 днів. Насиджують лише самиці, за пташенятами доглядють і самиці, і самці.

## Збереження
МСОП класифікує цей вид як такий, що не потребує особливих заходів зі збереження. За оцінками дослідників, австралійська популяція галагазів-раджів становить приблизно 150 тисяч птахів, молуцькі і новогвінейські популяції становлять від 10 до 100 тисяч птахів.